# Sammo Hung
Sammo Hung (洪金寶 | cantonés: Hung Kam-bou | mandarín: Hóng Jīnbǎo; Hong Kong, 7 de enero de 1952) es un actor, artista marcial, director, guionista y productor chino.
Es conocido por protagonizar la saga de películas de artes marciales Lucky Stars junto a Jackie Chan y Andy Lau.

## Biografía
Sammo empezó su adiestramiento de niño en la escuela de ópera de Pekín de las "Siete Pequeñas Fortunas" del maestro Yu Jim-yuen bajo el nombre artístico de Yuen Chu junto a otros niños como Yuen Biao, Yuen Wah, Yuen Kwai (Corey Yuen) y Yuen Lu (Jackie Chan). Entre los niños se cimentó una férrea amistad que perduraría durante muchos años. 
Pronto empezaron a trabajar en pequeños papeles en el cine. Sammo debutó oficialmente en el medio a los 9 años en la película Education of Love (1961) de Chung Kai-man y durante la década de los 60 trabajó en pequeños papeles infantiles y de extra en varias películas, en las que poco a poco fue decantándose hacia la profesión de especialista de acción. Pronto atrajo la atención del reputado coreógrafo de acción Han Ying-chieh, que lo introdujo en su escudería como asistente personal, trabajando en varias películas de la productora Shaw Bros. y posteriormente la Golden Harvest. 
Después de 10 años adquiriendo reputación como director de acción, Sammo decidió protagonizar, escribir y dirigir sus propios proyectos, debutando con The Iron Fisted Monk en 1977. En esta misma época creó también su propio equipo de especialistas, Sammo Hung Stuntmen's Association (Hung Ga Ban) donde se forjaron algunas estrellas del cine de acción de la década siguiente. El éxito en taquilla de sus primeras películas, esencialmente comedias de artes marciales, afianzó a Hung en el campo de la producción, participando en la fundación de varias productoras cinematográficas como Gar Bo Films junto a Karl Maka y Bo Ho Films, con las que también produjo vehículos cinematográficos para sus protegidos Lam Ching-ying o Chin Kar-lok. La franquicia más fructífera de estas películas fue la saga de El señor de los vampiros (iniciada en 1985) basada en las novelas de Huang Ying. En esta misma década Hung protagonizó una serie de comedias de acción con sus amigos Jackie Chan, Yuen Biao y Yuen Wah que le dieron gran popularidad en Occidente. 
En 1995 contrajo matrimonio con la actriz de artes marciales Joyce "Mina" Godenzi con la que había colaborado en varias películas. En 1998 protagonizó la serie estadounidense de acción Martial Law, que le dio gran popularidad en todo el mundo. Sus hijos Timmy Hung y Jimmy Hung son también actores. Al mudarse a Hollywood su esposa se volvió testigo de Jehová.

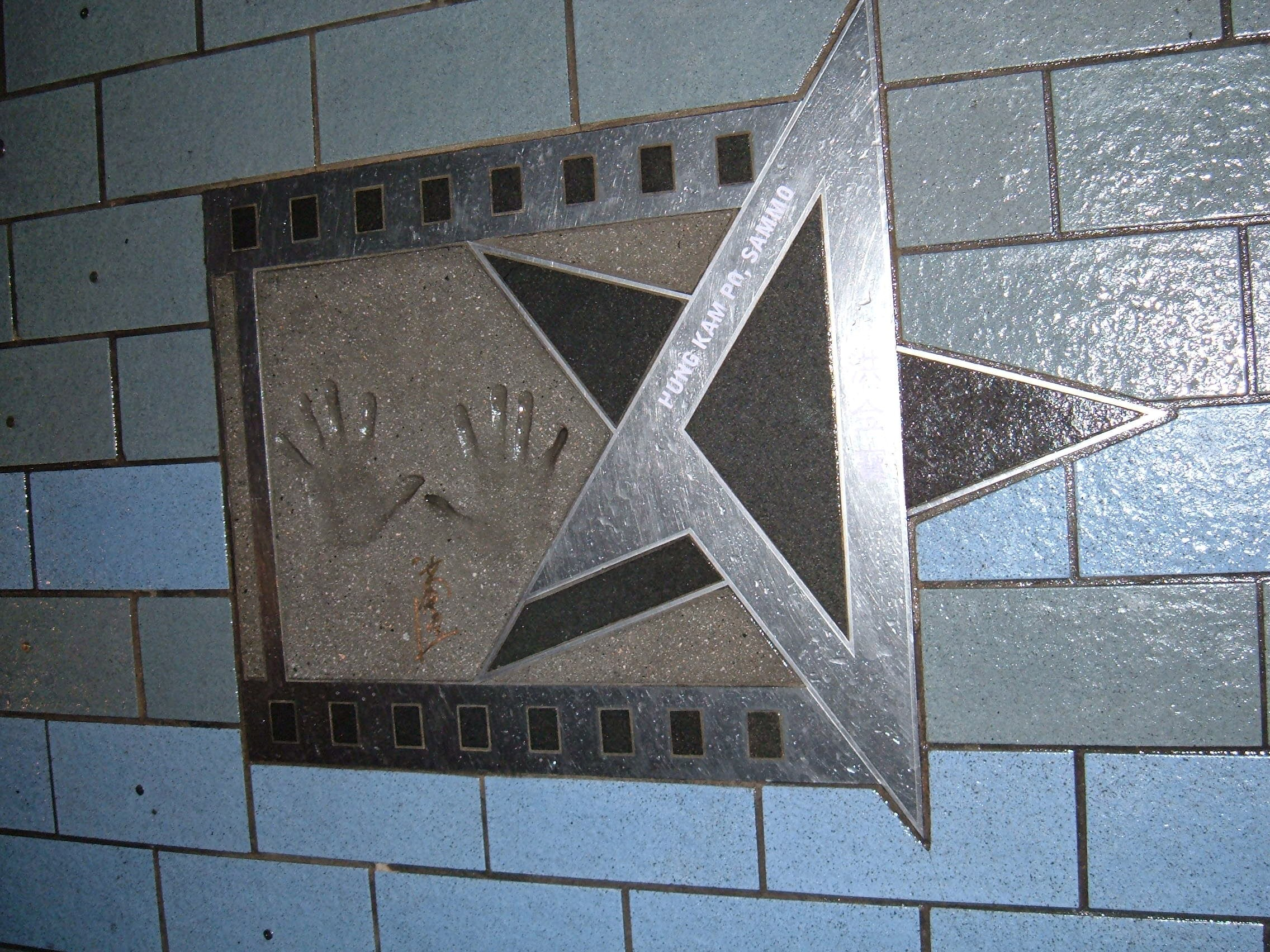
Estrella de Sammo Hung en la Avenida de las Estrellas de Hong Kong.

## Filmografía

### Actor
- The jade Raksha (1968)
- Brothers five (1970)
- The iron Buddha (1970)
- The fast sword (1971)
- The shadow whip (1971)
- Swordsman at large (1971)
- Vengeance of a snowgirl (1971)
- The lady hermit (1971)
- Lady whirlwind (1971)
- Lady Kung Fu, también conocida como Hapkido: Escuela de Kung fu (1972)
- Enter the dragon, también conocida como Operación Dragón (1973)
- The devil's treasure (1973)
- When taekwondo strikes (1973)
- The Tournament, a.k.a. Los ocho maestros (1974)
- The valiant ones (1975)
- The young rebel (1975)
- The himalayan (1975)
- The Association (1975)
- The Man from Hong Kong, a.k.a. El hombre de Hong Kong (1975)
- All in the family (1975)
- Double crossers (1976)
- Hand of death, a.k.a La mano de la muerte (1976)
- End of a wicked tiger (1977)
- The Iron-Fisted Monk, a.k.a. El monje con puños de hierro (1977)
- Game of Death, a.k.a. Juego de la muerte (1978)
- Broken oath (1977)
- Filthy guy (1978)
- Warriors Two, a.k.a. Dos guerreros (1978)
- Dirty tiger and crazy frog, a.k.a. El tigre sucio y la rana loca (1978)
- Enter the Fat Dragon, a.k.a. Le llamaban dragón gordo (1978)
- Knockabout (1979)
- The Incredible Kung Fu Master, a.k.a. El increíble maestro de kung fu (1979)
- Magnificent butcher, a.k.a. El carnicero magnífico o El luchador magnífico (1979)
- Odd Couple (1979)
- Encounters of the Spooky Kind, a.k.a. Encuentros en el más allá (1980)
- By Hook or by Crook (1980)
- Two Toothless Tigers (1980)
- The Victim (La víctima) (1980)
- Carry on pickpocket, a.k.a. Los robacarteras (1982)
- The Dead and the Deadly (1982)
- The prodigal son, a.k.a. El hijo pródigo (1982)
- Project A, a.k.a. Proyecto A o Los Piratas del Mar de China (1983)
- Winners and Sinners, a.k.a. Ganadores y pecadores o 5 lucky Stars (1983)
- Pom Pom! (1984)
- The Owl vs Bumbo, a.k.a. 2 gansters en apuros (1984)
- Wheels on Meals, a.k.a. Comidas a domicilio, a.k.a. My Lucky Stars a.k.a. Los supercamorristas (1984)
- Those merry souls, a.k.a. From the great beyond (1985)
- Twinkle, Twinkle Lucky Stars (Jackie Chan y sus estrellas) (1985)
- Police Assassins, a.k.a. Ultraforce 2, Yes Madam o In the line of duty 2 (1985)
- Heart of Dragon, a.k.a. Protección a un ser menor o Corazón del dragón (1985)
- Where's officer Tuba?, a.k.a. ¿Dónde está el oficial Tuba? (1986)
- Paper Marriage, a.k.a. Matrimonio por dinero (1986)
- Millionaire's Express, a.k.a. El tren de los millonarios (1986)
- Lucky Stars Go Places, (The Luckiest Stars) (1986)
- Eastern Condors, a.k.a. Comando Infernal, Cóndores del este (1987)
- Mr. Vampire 3 (1987)
- Err is human (1987)
- Lai Shi, China's Last Eunuch (1988)
- Dragons Forever, a.k.a. Los Tres Dragones (1988)
- Painted Faces, a.k.a Caras pintadas (1988)
- Pedicab Driver (1989)
- The fortune code (1989)
- Eight tales of gold (1989)
- Skinny tiger & fatty dragon (1990)
- She shoots straight, a.k.a. Lethal Lady (1990)
- Shanghái, Shanghai, a.k.a. Shanghai encounters (1990)
- Pantyhose hero (1990)
- Encounters of the Spooky Kind 2, a.k.a Encuentros en el más allá 2 (1990)
- Best of martials art film, a.k.a Lo mejor de las artes marciales (1990)
- Touch and go (1991)
- The tantana (1991)
- Slickers vs killers (1991)
- My flying wife (1991)
- Island of fire, a.k.a La isla de fuego, The prisoner (1991)
- The gambling ghost (1991)
- Daddy, father, papa (1991)
- Love's tears (1992)
- Ghost punting, a.k.a. Los supercamorristas vs un fantasma (1992)
- Painted skin (1993)
- The king swindler (1993)
- Kung fu cult master, a.k.a. The evil cult
- Don't give a damn (1995)
- Top Fighter (1995)
- Somebody up there likes me (1995)
- How to meet the lucky stars (1996)
- Ah Kam (1996)
- The pale sky (1998)
- Martial Law, a.k.a. Ley marcial (1998)
- Jackie Chan: My story, a.k.a. Jackie Chan. mi historia (1998)
- Legend of Zu (2001)
- The avenging fist (2001)
- The Art of Action: Martial Arts in Motion Picture (2002)
- The hidden enforces (2002)
- Flying dragon, leaping tiger (2002)
- Flying dragon investigators (2002)
- Red trousers: The life of the Honkg Kong stuntmen, a.k.a. Pantalones rojos (2003)
- Osaka wrestling restaurant (2004)
- Around the world in 80 days, a.k.a. La vuelta al mundo en 80 días (película de 2004)
- Sha Po Lang, a.k.a. Duelo de dragones (2005)
- Legend of the dragon (2005)
- Dragon squad (2005)
- Wing Chun (2006)
- Twins mission (2007)
- Legend of the twins dragon (2007)
- Wushu (2008)
- Three kingdoms : Resurrection of the dragon (2008)
- Shaolin temple: Monks & marines (2008)
- Kung fu chefs (2008)
- Fatal move (2008)
- The Legend: Ip Man (2008)
- Ip Man 2 (2010)
- QVML (2012)
- Rise of the Legend (2014)
- God of War (2017)